# Liste der Kreisstraßen im Ostalbkreis
Diese Liste enthält die Kreisstraßen im baden-württembergischen Ostalbkreis.

## Abkürzungen
- K: Kreisstraße
- L: Landesstraße

## Liste
Die Kreisstraßen behalten die ihnen zugewiesene Nummer nicht bei einem Wechsel in einen anderen Stadt- oder Landkreis. Nicht vorhandene bzw. nicht nachgewiesene Kreisstraßen sind kursiv gekennzeichnet, ebenso Straßen und Straßenabschnitte, die unabhängig vom Grund (Herabstufung zu einer Gemeindestraße oder Höherstufung) keine Kreisstraßen mehr sind.
Der Straßenverlauf wird in der Regel von Nord nach Süd und von West nach Ost angegeben.
| Nr.    | Verlauf |
| ------ | --- |
| K 3200 | L 1070 in Kerkingen – K 3202 – Baldern – K 3201 – Kahlhöfe – Röttingen –                                                                            |
| K 3201 | K 3200 in Baldern – L 1070 |
| K 3202 | L 1060 in Zöbingen – K 3200 |
| K 3203 | L 1060 – Lindorf – K 3318 in Lippach |
| K 3204 | K 3209 in Geislingen – Zipplingen – K 3206 – K 3205 – L 1060                                                                                        |
| K 3205 | K 3204 – Wössingen – L 1060 – L 1078 in Kirchheim am Ries                                                                                           |
| K 3206 | K 3209 in Nordhausen – Zipplingen – K 3204 – Oberwilfingen – Unterwilfingen – K 3207 – Landesgrenze – (DON 5 im Landkreis Donau-Ries, Bayern)       |
| K 3207 | K 3209 in Geislingen – K 3206 in Unterwilfingen |
| K 3209 | L 2221 in Unterschneidheim – Nordhausen – K 3206 – Geislingen – K 3204 – K 3207 – Landesgrenze – (DON 13 im Landkreis Donau-Ries, Bayern)           |
| K 3210 | L 1070 in Stödtlen – K 3212 – Dambach – Eck am Berg – K 3211 – L 1076 in Tannhausen                                                                 |
| K 3211 | (AN 46 im Landkreis Ansbach, Bayern) – Landesgrenze – K 3210 in Eck am Berg                                                                         |
| K 3212 | L 2385 – Gaxhardt – K 3210 in Stödtlen |
| K 3213 | L 1076 – Buchhausen – L 1070 in Walxheim |
| K 3214 | K 3217 in Pfahlheim – Halheim – K 3215 – Gerau – L 1070                                                                                             |
| K 3215 | L 2220 in Ellenberg – K 3221 – K 3220 – K 3216 – Birkenzell – K 3214                                                                                |
| K 3216 | L 1060 – Rattstadt – Hardt – K 3219 – K 3218 – Beersbach – K 3217 – K 3215 in Birkenzell                                                            |
| K 3217 | K 3216 in Beersbach – K 3214 in Pfahlheim |
| K 3218 | K 3216 – Hirlbach – L 1076 in Pfahlheim |
| K 3219 | L 2220 in Muckental – Haselbach – K 3216 |
| K 3220 | K 3215 – K 3221 – L 1070 in Stödtlen |
| K 3221 | K 3215 – Hintersteinbach – K 3220 |
| K 3222 | L 1070 in Wört – Dürrenstetten – Landesgrenze – (AN 45 im Landkreis Ansbach, Bayern)                                                                |
| K 3223 | L 1060 – Neunheim – Neunstadt – Haisterhofen – L 1029                                                                                               |
| K 3226 | Schönenberg bei Ellwangen (Jagst) – L 1060 |
| K 3227 | Stocken – L 1060 in Ellwangen (Jagst) |
| K 3228 | – K 3229 – Dankoltsweiler – Rindelbach – |
| K 3229 | K 3322 – K 3228 |
| K 3230 | K 3321 in Unterknausen – L 1060 |
| K 3231 | K 3234 in Zumholz – Matzengehren – Griesweiler – L 1060                                                                                             |
| K 3232 | K 3233 – Ramsenstrut – L 1075 – |
| K 3233 | K 3241 – Burghardsmühle – K 3232 – K 3234 |
| K 3234 | L 1060 – Hohenberg – Zumholz – K 3231 – Hinterbrand – L 1073 – Leinenfirst – K 3233 – K 3333 in Neuler                                              |
| K 3236 | L 1075 in Neuler – Sulzdorf – in Hüttlingen |
| K 3237 | K 3311 in Hüttlingen – Onatsfeld – K 3325 – K 3326 in Hammerstadt                                                                                   |
| K 3238 | K 3239 – K 3325 in Treppach |
| K 3239 | L 1158 in Heuchlingen – Holzleuten – Reichenbach – K 3240 – Krähenfeld – Dewangen – L 1080 – K 3238 – K 3325 in Fachsenfeld                         |
| K 3240 | L 1075 in Laubach – Reichenbach – K 3239 – L 1080                                                                                                   |
| K 3241 | L 1073 in Adelmannsfelden – K 3233 – L 1072/L 1073                                                                                                  |
| K 3242 | (K 2627 im Landkreis Schwäbisch Hall) – Kreisgrenze – K 3324                                                                                        |
| K 3243 | (K 2629 im Landkreis Schwäbisch Hall) – Kreisgrenze – Haid – K 3324                                                                                 |
| K 3244 | Hinterbüchelberg – Straßdorf – Lutstrut – L 1073 in Pommertsweiler                                                                                  |
| K 3245 | Waldmannshofen – L 1158 in Untergröningen |
| K 3246 | K 3328 in Tonolzbronn – Vellbach – Helpertshofen – L 1080 in Kemnaten                                                                               |
| K 3247 | (K 2636 im Landkreis Schwäbisch Hall) – Kreisgrenze – Ottenried – L 1080                                                                            |
| K 3248 | L 1080 in Rotenhar – Kreisgrenze – (K 2635 im Landkreis Schwäbisch Hall)                                                                            |
| K 3249 | L 1080 in Mittelbronn – K 3253/K 3254 in Hönig |
| K 3250 | L 1080 – Hohenreusch – Joosenhof |
| K 3251 | (K 1803 im Rems-Murr-Kreis) – Kreisgrenze – Hengstberg – Altersberg – K 3252                                                                        |
| K 3252 | L 1150 – K 3251 – L 1080 |
| K 3253 | L 1080 in Gschwend – Schlechtbach – Birkenlohe – Hönig – K 3249 – K 3254 – Ruppertshofen – K 3328 – Utzstetten – K 3258                             |
| K 3254 | in Spraitbach – K 3255 – K 3249/K 3253 in Hönig |
| K 3255 | K 3254 in Spraitbach – Tanau – K 3256 in Durlangen                                                                                                  |
| K 3256 | – Zimmerbach – Durlangen – K 3257 – K 3255 – K 3328 in Täferrot                                                                                     |
| K 3257 | – K 3256 in Durlangen |
| K 3258 | K 3328 in Täferrot – K 3253 – L 1075 in Leinzell |
| K 3259 | L 1080 in Holzhausen – K 3260 in Schechingen |
| K 3260 | L 1157 in Göggingen – Schechingen – K 3259 – L 1158                                                                                                 |
| K 3261 | L 1080 in Hohenstadt – L 1158 in Schechingen |
| K 3262 | L 1158 in Schechingen – Leinweiler – L 1075 |
| K 3263 | L 1158 – Neubronn – L 1075 |
| K 3264 | L 1075 – Horn – L 1075 |
| K 3266 | L 1157 in Iggingen – K 3267 |
| K 3267 | in Schwäbisch Gmünd – Hussenhofen – K 3266 – L 1157 – Böbingen an der Rems – in Mögglingen                                                          |
| K 3268 | – Wetzgau – Großdeinbach – K 3334 – |
| K 3270 | (K 1886 im Rems-Murr-Kreis) – Kreisgrenze – Walkersbachertal – K 3313                                                                               |
| K 3272 | – K 3313 – Waldhausen (– Abzweig zur K 3313) – K 3273 in Rattenharz                                                                                 |
| K 3273 | (K 1408 im Landkreis Göppingen) – Kreisgrenze – Rattenharz – K 3272 – Unterkirneck –                                                                |
| K 3275 | L 1075/L 1159 in Straßdorf – Waldstetten – K 3276 – L 1160 in Unterbettringen                                                                       |
| K 3276 | L 1160 in Schwäbisch Gmünd – Waldstetten – K 3275 – Weilerstoffel – Tannweiler                                                                      |
| K 3277 | L 1160 in Unterbettringen – Oberbettringen – L 1161                                                                                                 |
| K 3278 | Hornberg – L 1160 |
| K 3279 | L 1161 in Bargau – L 1160 |
| K 3281 | L 1161/L 1162 in Heubach – K 3282 in Lautern |
| K 3282 | L 1161 in Mögglingen – Lautern – K 3281 – K 3283 – L 1165 in Lauterburg                                                                             |
| K 3283 | K 3282 in Lautern – Hohenroden – L 1165 in Essingen                                                                                                 |
| K 3284 | L 1080 – Rauental – Vogelsang – Oberrombach – K 3326 in Unterrombach                                                                                |
| K 3285 | K 3326 in Unterrombach – / – K 3311 – Aalen |
| K 3287 | L 1029 in Wasseralfingen – Röthardt – L 1080 in Aalen                                                                                               |
| K 3289 | L 1080 – Simmisweiler – K 3290 – Bernlohe – Arlesberg – L 1076                                                                                      |
| K 3290 | K 3289 in Simmisweiler – L 1080 in Waldhausen |
| K 3291 | K 3332 in Unterkochen – L 1080 |
| K 3292 | L 1084 in Unterkochen – Oberkochen – |
| K 3295 | in Neresheim – Kreisgrenze – (K 3008 im Landkreis Heidenheim)                                                                                       |
| K 3296 | L 1084 in Elchingen auf dem Härtsfeld – K 3297 – Dorfmerkingen – K 3298 – K 3299 – Weilermerkingen – L 1070 – Dehlingen – K 3316 in Härtsfeldhausen |
| K 3297 | L 1080 in Hohenlohe – K 3296 in Elchingen auf dem Härtsfeld                                                                                         |
| K 3298 | in Aufhausen – Michelfeld – Oberriffingen – L 1080 – K 3296 in Dorfmerkingen                                                                        |
| K 3299 | K 3296 in Dorfmerkingen – Dossingen – L 1084 |
| K 3300 | L 1070 in Bopfingen – in Bopfingen |
| K 3301 | in Neresheim – Hohlenstein – Kösingen – K 3314 – Landesgrenze – (DON 8 im Landkreis Donau-Ries, Bayern)                                             |
| K 3304 | L 1060 in Benzenzimmern – K 3305 in Goldburghausen                                                                                                  |
| K 3305 | L 1078 in Kirchheim am Ries – K 3304 – Goldburghausen – in Pflaumloch                                                                               |
| K 3310 | Weitmars – K 3313 |
| K 3311 | in Hüttlingen – K 3237 – – Wasseralfingen – K 3325 – Aalen – K 3285 – K 3326 – L 1060                                                               |
| K 3313 | (K 1880 im Rems-Murr-Kreis) – Kreisgrenze – K 3272 – Waldhausen – Abzweig der K 3272 – Weitmars – K 3310 – K 3270 – – Lorch – L 1154                |
| K 3314 | K 3316 – – Schweindorf – Kösingen – K 3301 – Kreisgrenze – (K 3034 im Landkreis Heidenheim)                                                         |
| K 3315 | in Trochtelfingen – K 3316 |
| K 3316 | L 1070/L 1080 – Dorfen – K 3296 – Härtsfeldhausen – K 3315 – K 3314 – Utzmemmingen – Landesgrenze – (DON 6 im Landkreis Donau-Ries, Bayern)         |
| K 3317 | L 1084 in Ebnat – Niesitz – Kreisgrenze – (K 3033 im Landkreis Heidenheim)                                                                          |
| K 3318 | L 1029 – Killingen – Lippach – K 3203 – Stetten – – Lauchheim (– Abzweig zur L 1076) –                                                              |
| K 3319 | in Ellwangen (Jagst) – K 3320 – Dalkingen – L 1029 – Hardtbuck – Westhausen –                                                                       |
| K 3320 | K 3319 – – Schwabsberg – Buch – in Hüttlingen |
| K 3321 | L 1060 in Rosenberg – Unterknausen – K 3230 – in Jagstzell                                                                                          |
| K 3322 | in Jagstzell – K 3229 – Kreisgrenze – (K 2672 im Landkreis Schwäbisch Hall)                                                                         |
| K 3323 | (K 2671 im Landkreis Schwäbisch Hall) – Kreisgrenze – Hummelsweiler – L 1060 in Rosenberg                                                           |
| K 3324 | L 1072 in Bühler – K 3243 – K 3242 – L 1073 in Adelmannsfelden                                                                                      |
| K 3325 | – Waiblingen – Fachsenfeld – K 3239 – Treppach – K 3238 – K 3237 – Affalterried – / – K 3311 in Wasseralfingen                                      |
| K 3326 | L 1080 in Dewangen – Hammerstadt – K 3237 – Unterrombach – K 3284 – K 3285 – Hofherrnweiler – Aalen – K 3311 – L 1029                               |
| K 3327 | in Reichertshofen – L 1080 in Hohenstadt |
| K 3328 | L 1080 – Steinenbach – K 3246 – Tonolzbronn – Ruppertshofen – K 3253 – Tierhaupten – Täferrot – K 3258 – K 3256 – L 1156                            |
| K 3329 | K 3334 – Radelstetten – Kreisgrenze – (K 1450 im Landkreis Göppingen)                                                                               |
| K 3332 | L 1080 in Aalen – Unterkochen – K 3291 – L 1084 |
| K 3333 | L 1075 in Neuler – K 3234 – Espachweiler – L 1075 in Schrezheim                                                                                     |
| K 3334 | L 1154 in Lorch – Wachthaus – Sachsenhof – K 3329 – K 3268 in Schwäbisch Gmünd                                                                      |